# La Malédiction de la momie (film, 1998)
Cet article concerne le film de Russell Mulcahy. Pour le film de Leslie Goodwins, voir La Malédiction de la Momie.
Pour les articles homonymes, voir La Malédiction de la momie.
Pour plus de détails, voir Fiche technique et Distribution.
La Malédiction de la momie ou Talos (Tale of the Mummy) est un film fantastique réalisé par Russell Mulcahy et sorti en 1998.

## Synopsis
En 1948, l'archéologue Richard Turkel dirige l'expédition Wembley dans la Vallée des Rois en Égypte. Richard Turkel est tué lorsqu'il entre dans la tombe de Talos, un prince maléfique enterré pour préserver les Hommes. Cinquante ans plus tard, en 1999, sa petite fille Samantha Turkel, finit par ramener à Londres ce qui reste de la momie. Ce qu'elle ignore, c'est que ceci va déclencher la « malédiction des Pharaons », permettant au prince de renaître et de déclencher la fin du monde.

## Fiche technique
Sauf indication contraire, les informations mentionnées dans cette section peuvent être confirmées par la base de données cinématographiques IMDb,  présente dans la section « Liens externes ».
- Titre original : Tale of the Mummy (parfois Russell Mulcahy's Tale of the Mummy) ; Talos the Mummy (titre de travail)
- Titre français : La Malédiction de la Momie ; Talos (titre alternatif)
- Réalisation : Russell Mulcahy
- Scénario : Russell Mulcahy, John Esposito et Keith Williams
- Direction artistique : Simon Bowles et Peter Powis
- Décors : Bryce Walmsley
- Costumes : Cynthia Dumont
- Photographie : Gabriel Beristain
- Montage : Armen Minasian
- Musique : Stefano Mainetti
- Production : Silvio Muraglia, Tom Reeve et Daniel Sladek

Production associée : Stirling Belafonte
Production déléguée : Romain Schroeder
- Sociétés de production : 7th Voyage, Cine Grande Corporation, KNB EFX Group, The Carousel Picture Company, The Pharaohs Company Ltd., Brimstone Entertainment LLC, Muraglia/Sladek Filmworks et Telepool
- Société de distribution : Buena Vista Home Video
- Budget : 8 millions de dollars (estimation)
- Pays d'origine :  Royaume-Uni,  Allemagne,  Luxembourg,  États-Unis
- Langue originale : anglais
- Format : couleur - 35 mm - 2,35:1  - son Dolby Digital
- Genre : horreur, fantastique
- Durée : 114 minutes, 88 minutes (version américaine)
- Dates de sortie[1] :
  - Belgique : 20 mars 1998 (festival international du film fantastique de Bruxelles)
  - États-Unis : 3 aout 1999 (directement en vidéo)
  - France : mai 2000 (directement en vidéo)

## Distribution
- Louise Lombard : Samantha Turkel
- Jason Scott Lee (VF : Daniel Lafourcade) : l'inspecteur Riley
- Sean Pertwee : Bradley Cortese
- Michael Lerner (VF : Jean-Claude Sachot) : le professeur Marcus
- Lysette Anthony : Dr. Claire Mulrooney
- Shelley Duvall : Edith Butros
- Jack Davenport : l'inspecteur Bartone
- Honor Blackman : le capitaine Shea
- Christopher Lee (VF : Michel Paulin) : Sir Richard Turkel
- Gerard Butler : Burke
- Jon Polito : Parsons
- Ronan Vibert : Young

## Production
Le tournage a lieu principalement au Luxembourg et quelques scènes à Londres .

## Accueil
Le film reçoit des critiques globalement négatives. Sur l'agrégateur américain Rotten Tomatoes, il récolte 17% d'opinions favorables pour 6 critiques et une note moyenne de 4,19⁄10.
Nicholas Sylvain du site DVD Verdict (en) écrit une critique très négative qui pointe du doigt les effets spéciaux « très mauvais et parfois même à la limite du ridicule » ainsi qu'une intrigue sans aucun sens. Martin Liebman de Blu-ray.com le note 2,5⁄5 et remarque que si le film est plutôt réussi techniquement, l'intrigue n'est pas originale et les personnages sont fades. Ils recommandent aux spectateurs de ne regarder que les scènes avec Christopher Lee.